# SDI Spid
Der SDI Spid ist ein Sitzvolleyballverein aus Sarajevo und zählt seit Jahren zu den besten Teams in Europa.
In Bosnien dominieren sie die Liga seit Jahren. Dabei konnte ihnen einzig der Stadtrivale OKI Fantomi das Wasser reichen. Auch europaweit gelten die Sportler aus Sarajevo als unschlagbar. Einzig den erst seit zwei Jahren stattfindenden Weltcup konnte man nicht gewinnen. Man verlor jeweils im Finale gegen Teheran Pegah Milk aus dem Iran.
Erfolge:
- Euro-Cup Sieger (9×): 2000, 2001, 2002, 2003, 2005, 2006, 2011, 2012, 2015
- Bosnischer Meister (16×): 1994, 1995, 1997, 1998, 1999, 2000, 2001, 2003, 2004, 2005, 2007, 2010, 2011, 2012, 2013, 2014 (Rekordmeister)